# Ukraińska Centralna Rada

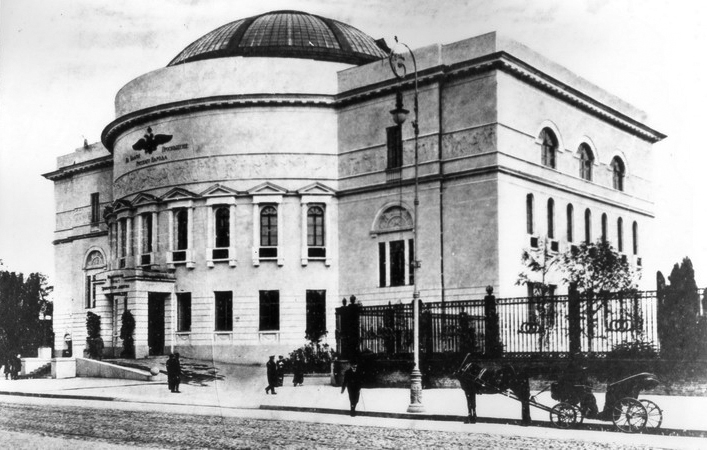
Budynek obrad Ukraińskiej Centralnej Rady 1911

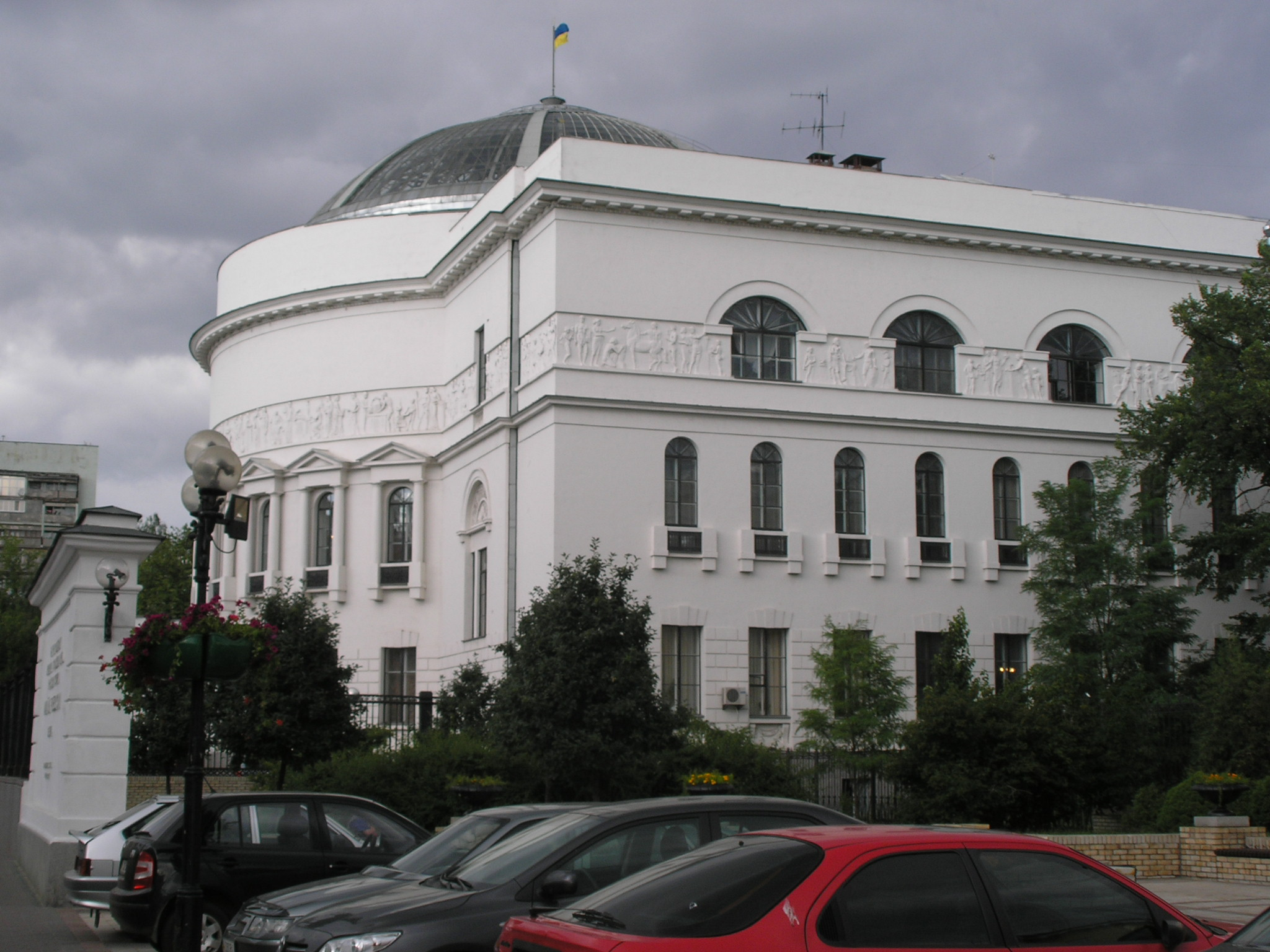
Widok współczesny budynku

Ukraińska Centralna Rada (ukr. Українська Центральна Рада) – paraparlamentarny organ państwowy, reprezentacja Ukrainy wyłoniona po rewolucji lutowej w Rosji. Po przewrocie bolszewickim suwerenny organ państwowy Ukraińskiej Republiki Ludowej.

## Utworzenie Rady
Ukraińska Centralna Rada powstała 17 marca 1917 w Kijowie w konsekwencji rewolucji lutowej z inicjatywy Towarzystwa Ukraińskich Postępowców (na czele z Jewhenem Czykałenką, Serhijem Jefremowem i Dmytrem Doroszenką) i Ukraińskiej Socjal-Demokratycznej Partii Robotniczej (pod przewodnictwem Wołodymyra Wynnyczenki i Symona Petlury) oraz przedstawicieli ukraińskich elit narodowych. Na jej przewodniczącego wybrano Mychajła Hruszewskiego.
Wkrótce w jej skład weszła utworzona w kwietniu 1917 Ukraińska Partia Socjalistów-Rewolucjonistów. 19 kwietnia 1917 odbył się w Kijowie Ukraiński Kongres Narodowy, na którym 900 delegatów z całej Ukrainy dokonało wyboru 150 przedstawicieli do Centralnej Rady oraz zatwierdziło M. Hruszewskiego na jej przewodniczącego. 17 maja 1917 roku przyłączyli się do niej także przedstawiciele ukraińskich kół wojskowych, a w czerwcu środowiska chłopskie. W skład Centralnej Rady weszli także przedstawiciele robotników i mniejszości narodowych.

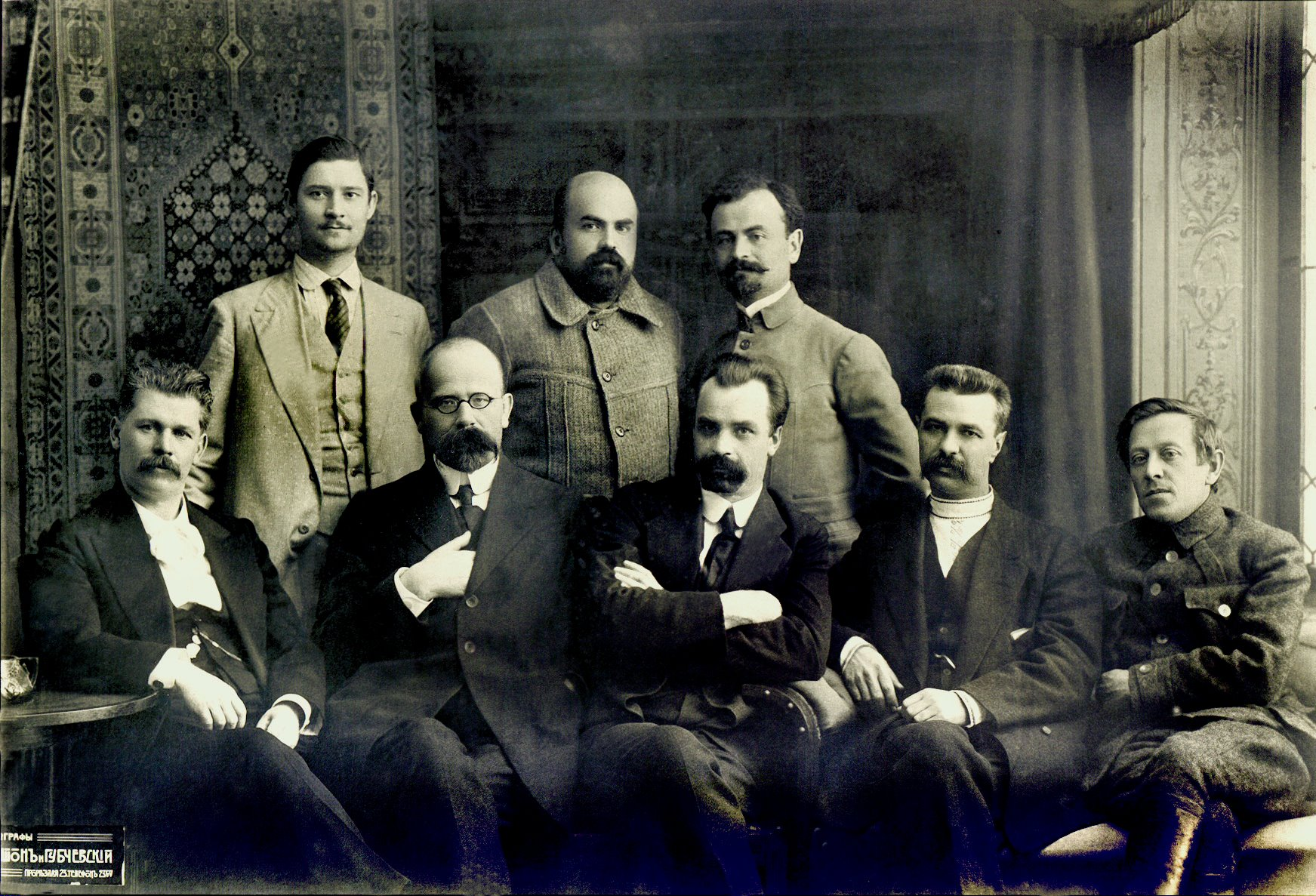
Sekretariat Ukraińskiej Centralnej Rady 1917. Stoją od lewej: Pawło Chrystiuk, Mykoła Stasiuk, Borys Martos. Siedzą: Iwan Steszenko, Chrystofor Baranowskyj, Wołodymyr Wynnyczenko, Serhij Jefremow, Symon Petlura

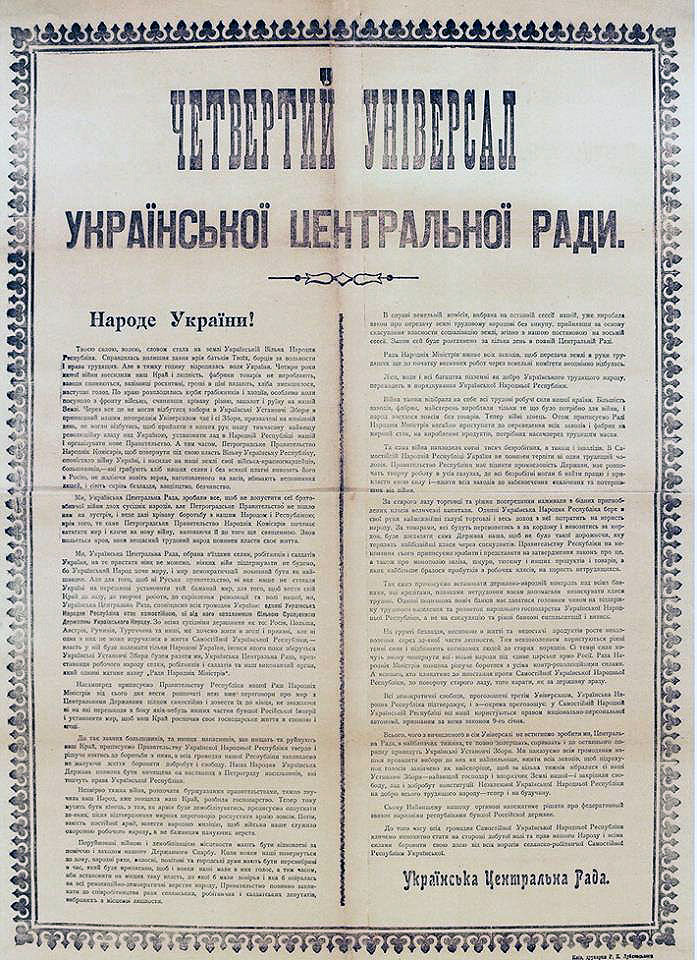
IV Uniwersał Ukraińskiej Centralnej Rady – deklaracja niepodległości Ukrainy.

## Uniwersały Rady
Mając poparcie niemal wszystkich Ukraińców, 23 czerwca 1917 roku Centralna Rada wydała swój I Uniwersał. Proklamowano autonomię Ukrainy w ramach państwa rosyjskiego oraz utworzono rząd autonomiczny – Sekretariat Generalny. Składał się on z 8 ministerstw, a na jego czele stanął W. Wynnyczenko. I Uniwersał został ogłoszony po odrzuceniu przez rosyjski Rząd Tymczasowy żądań wysuwanych przez Ukraińców: pisemnej deklaracji rządu o niesprzeciwianiu się autonomii Ukrainy, ustanowienia przy rządzie rosyjskim stałego komisarza ds. Ukrainy, ustanowienia urzędu komisarza rządowego na Ukrainie, wybieranego przez Ukraińców, któremu podlegałaby cała administracja lokalna, oraz pozostawienia części dochodów podatkowych w dyspozycji autonomii ukraińskiej. Z tego powodu Rosja domagała się natychmiastowego odwołania Uniwersału. Jednak w dniu 15 lipca 1917 roku Rząd Tymczasowy ogłosił zawarcie porozumienia z Centralną Radą. Strona ukraińska godziła się na odłożenie sprawy autonomii do chwili zwołania Wszechrosyjskiego Zgromadzenia Ustawodawczego (Konstytuanty). Z kolei Rząd Tymczasowy uznał Radę za swą przedstawicielkę w pięciu guberniach (kijowskiej, podolskiej, połtawskiej, wołyńskiej i części czernihowskiej), a Sekretariatowi Generalnemu przekazał uprawnienia wykonawcze.
16 lipca 1917 roku postanowienia ugody zostały ogłoszone w wydanym przez Centralną Radę II Uniwersale.
Jednak, jak się okazało, ustępstwa strony rosyjskiej były pozorne. 17 sierpnia 1917 Rząd Tymczasowy wydał instrukcję dla Sekretariatu Generalnego, w której jego rolę ograniczono w praktyce do wykonawcy poleceń rządu. Wobec powyższego Centralna Rada powinna była zerwać umowę i wykorzystując kryzys w Rosji, przystąpić do budowy niepodległego państwa ukraińskiego. Jednak stało się inaczej. Powodem był widoczny brak odpowiedniego kierownictwa w Centralnej Radzie, co zaowocowało niezdecydowanymi działaniami oraz sporami o zakres władzy. Brak doświadczenia u młodych polityków ukraińskich, brnięcie w niekończące się spory powodowało, że na drugi plan zeszły sprawy bezpieczeństwa, zaopatrzenia miast w żywność czy kwestie związane z formowaniem własnego wojska. Nie udało się także rozwiązać jednego z najbardziej palących problemów, sprawy rozdziału ziemi pomiędzy chłopów ukraińskich. W następstwie czego Centralna Rada zaczęła tracić poparcie społeczeństwa ukraińskiego.
Osłabienie pozycji Centralnej Rady zbiegło się z przewrotem bolszewickim w Petersburgu. Bolszewicy nie wyobrażali sobie przyszłej Rosji komunistycznej bez Ukrainy. Początkowo Centralna Rada nie traktowała bolszewików jako swego pierwszoplanowego wroga; wrogiem był Rząd Tymczasowy. Kiedy jednak stało się jasne, że bolszewicy doszli do władzy w Rosji na dłuższy czas, a państwo ogarnęła wojna domowa, Centralna Rada – w której większość stanowili socjaldemokraci – postanowiła oddzielić się od Rosji.
20 listopada 1917 roku ogłosiła ona swój III Uniwersał, w którym proklamowała utworzenie Ukraińskiej Republiki Ludowej – organizmu odrębnego od Rosji zasadniczej, chociaż pozostającej częścią państwa rosyjskiego na zasadzie federacji. Na terytorium URL składały się gubernie: kijowska, podolska, wołyńska, czernihowska, połtawska, charkowska, katerynosławska, chersońska i taurydzka bez Krymu. URL rezerwowała sobie również prawo przyłączenia części guberni: kurskiej, woroneskiej i chełmskiej, jeżeli taką wolę wyrażą demokratycznie ich mieszkańcy.
W III Uniwersale ogłoszono przekazanie całej ziemi w ręce chłopów, ustanowiono ośmiogodzinny dzień pracy, zniesiono karę śmierci i ogłoszono amnestię dla skazanych za przestępstwa polityczne. Zapowiedziano wprowadzenie kontroli państwowej nad przemysłem (jednak bez jego nacjonalizacji), reformę sądownictwa i rozszerzenie kompetencji samorządu terytorialnego. Zadeklarowano poszanowanie wolności słowa, druku, wyznania, zebrań, stowarzyszeń, strajków, nietykalności osobistej, nienaruszalności mieszkania oraz prawo do posługiwania się językami miejscowymi w kontaktach z władzami wszystkich szczebli. Obiecano również wprowadzenie autonomii osobistej mniejszości narodowych, z których z imienia wymieniono trzy: wielkoruską (rosyjską), żydowską i polską.
Ogłoszono także dekret o przeprowadzeniu 9 stycznia 1918 roku wyborów do Ukraińskiego Zgromadzenia Konstytucyjnego (równolegle do ogłoszonych wyborów do rosyjskiej Konstytuanty). Prawo wyborcze uzyskali wszyscy mieszkańcy Ukrainy (także kobiety), którzy ukończyli 20 rok życia. Jednak rozpędzenie w dniu 5 stycznia?/18 stycznia 1918 w Piotrogrodzie przez bolszewików wybranej w demokratycznych wyborach Konstytuanty rosyjskiej oraz walki wojsk Centralnej Rady z bolszewikami uniemożliwiły pełne przeprowadzenie wyborów. Z tych powodów ukraińskie Zgromadzenie Konstytucyjne nie zebrało się.
17 grudnia 1917 Rada Komisarzy Ludowych Rosji wysłała do Centralnej Rady pismo, w którym na wstępie uznała pełne prawa Ukrainy, w tym do oderwania się od Rosji, po czym w formie ultimatum zażądała od Centralnej Rady podporządkowania się bolszewikom, w tym zwrotu broni skonfiskowanej oddziałom bolszewickim, zezwolenia im na swobodną działalność na Ukrainie oraz współdziałania w rosyjskiej wojnie domowej. Centralna Rada oraz zebrany tego dnia w Kijowie Zjazd Rad Delegatów Chłopskich, Żołnierskich i Robotniczych odrzuciły ultimatum. Wówczas delegaci bolszewiccy opuścili zjazd, zebrali się w Charkowie i ogłosili powstanie Ukraińskiej Ludowej Republiki Rad (ukr. Українська Народна Республіка Рад), której nazwa była kopią nazwy Ukraińskiej Republiki Ludowej (ukr. Українська Народна Республіка).

## Atak bolszewików
Po rozpędzeniu 5 stycznia?/18 stycznia 1918 w Piotrogrodzie przez bolszewików wybranej w demokratycznych wyborach Konstytuanty Rosji 9 stycznia?/22 stycznia 1918 roku Ukraińska Centralna Rada ogłosiła ona swój IV Uniwersał – deklarację niepodległości Ukrainy: „od dzisiaj Ukraińska Republika Ludowa staje się niepodległym, od nikogo niezależnym, wolnym, suwerennym Państwem Narodu Ukraińskiego”.
Działania rządu Ukraińskiej Ludowej Republiki Rad w Charkowie były w pełni sterowane z Piotrogrodu. Oddziałom bolszewickim wydano rozkaz marszu na Kijów – tym samym Rosja radziecka de facto wypowiedziała wojnę Ukrainie. Przy tym rosyjski rząd bolszewicki twierdził, że nie jest to wojna, gdyż bolszewicy reprezentują rząd ukraiński (charkowski), w związku z tym na Ukrainie toczy się wyłącznie wojna domowa.
W starciu z bolszewicką inwazją wyszła na jaw cała słabość przygotowań Centralnej Rady do wojny o utrzymanie niepodległości, a zwłaszcza jej niezrozumiałe bagatelizowanie spraw związanych z tworzeniem własnych wojsk. W tym czasie dysponowała ona jedynie około 15-tysięczną armią, którą dowodził Symon Petlura. Wojska bolszewickie cały czas posuwały się naprzód. W styczniu zajęły Odessę, Chersoń i Aleksandrowsk. Na przełomie stycznia i lutego 1918 r. w Kijowie wybuchło probolszewickie powstanie robotnicze, które zostało stłumione przez wiernych Centralnej Radzie strzelców siczowych. Jednak 9 lutego 1918 wojska bolszewickie pod dowództwem Michaiła Murawjowa zajęły Kijów. Rząd URL przeniósł się na Wołyń.

## Traktat brzeski i przewrót Skoropadskiego
W obliczu nacierających wojsk bolszewickich, ostatnią nadzieją na utrzymanie władzy było dla Centralnej Rady uzyskanie pomocy z zewnątrz.
9 lutego 1918 doszło do podpisania traktatu brzeskiego pomiędzy URL a Niemcami i Austro-Węgrami. Na jego mocy ustalono granicę między URL a Austro-Węgrami, którą stała się dawna granica między monarchią habsburską a Rosją. Podpisanie traktatu, a następnie wkroczenie ponad 450-tysięcznej armii niemieckiej i austro-węgierskiej na Ukrainę umożliwiło rządowi ukraińskiemu i Centralnej Radzie powrót do Kijowa. Jednak nie wzbudziło to entuzjazmu u ludności ukraińskiej.
Wkraczające armie podzieliły Ukrainę na strefy wpływów (północną – niemiecką i południową – austro-węgierską), nadmiernie eksploatując ją gospodarczo. Nie mogły temu zapobiec władze ukraińskie, w łonie których ponownie rozgorzały konflikty polityczne destabilizujące pracę Centralnej Rady oraz powodujące kryzysy rządowe.
29 kwietnia 1918 roku odbywający się w Kijowie Zjazd Włościański obwołał władcą Ukrainy byłego generała armii carskiej Pawła Skoropadskiego. Przy pomocy wojsk niemieckich dokonano aresztowania rządu i rozpędzono Centralną Radę. Władzę objął Skoropadski, który obwołał się dyktatorem z tytułem hetmana Ukrainy i ogłosił uroczyście powstanie Państwa Ukraińskiego (ukr. Українська Держава), potocznie zwanego Hetmanatem, oraz likwidację Centralnej Rady. Po obaleniu Hetmanatu w grudniu 1918 r., restytuowano Ukraińską Republikę Ludową, jednak już bez instytucji Centralnej Rady.